# Хлорид золота(III)
Хлорид золота(III) — неорганічна сполука золота та хлору з молекулярною формулою Au2Cl6. «III» у назві вказує на те, що золото має ступінь окиснення +3, золото типово виявляє саме цю ступінь в багатьох сполуках. Молекула має дві форми: моногідратну ({\displaystyle {\ce {AuCl3\cdot H2O}}}) та безводну форму/ангідридну, які є гігроскопічними та світлочутливими твердими речовинами.
Ця сполука є димером. Речовина має кілька застосувань, основним є її використання для каталізу різних органічних реакцій як окислювача.

## Структура
AuCl3 існує у вигляді хлоридно-містково димеру у твердому та газоподібному стані одночасно за низьких температур. Бромід золота поводить себе абсолютно аналогічно. Структура подібна до йод (ІІІ) хлориду.
Кожен атом золота у центрі має квадратну площинну форму в хлориді золота(III), що типово для металокомплексу з числом електронів d8 Зв'язок у AuCl3  вважається частково ковалентним.

## Властивості
Хлорид золота(III) є діамагнітною світлочутливою сполукою. За нормальних умов є твердою кристалічною речовиною червоного кольору. Має здатність до утворення помаранчевого моногідрату AuCl3 · H2O. Обидві речовини,- ангідридна та моногідратна, є гігроскопічними. Безводна форма сполуки здатна поглинати вологу з повітря, утворюючи моногідрат. Цей процес можна обернути за допомогою додавання тіонілхлориду.

## Підготовка
Хлорид золота(III) вперше був синтезований реакцією атомарного золота та газоподібного хлору за температури 180 °C у 1666 році Робертом Бойлем:
 2 Au + 3 Cl2 → Au2Cl6
Цей метод до сьогодення залишається найрозповсюдженішим методом одержання хлориду золота(III). Цю сполуку також можна одержати шляхом реакції порошку золота на монохлорид йоду:
2Au + 6ICl → 2AuCl3 + 3I2
Реакцію хлорування можна проводити у присутності хлориду тетрабутиламонію, продуктом реакції буде ліпофільна сіль тетрабутиламонію тетрахлораурату.
Інший спосіб отримання передбачає утворення золотохлорної кислоти, яку отримують шляхом попереднього розчинення порошку золота в царській воді:
 Au + HNO3 + 4 HCl → H[AuCl4] + 2 H2O + NO
Отриману кислоту підігрівають в інертній атмосфері приблизно до 100 °C. Внаслідок реакції утворюється Au2Cl6:
 2 H[AuCl4] → Au2Cl6 + 2 HCl

## Реакції

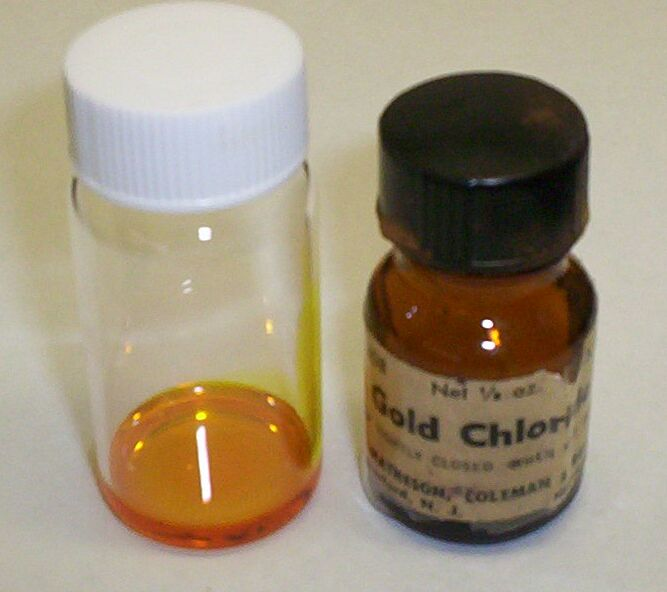
Концентрований водний розчин хлориду золота(III)

### Розкладання
Безводний AuCl3 починає розкладатися на AuCl (хлорид золота(I)) за температури 160 °C (320 °F). За вищих температур сполука зазнає диспропорціонування, що призводить до утворення атомарного золота та AuCl3:
AuCl3 → AuCl + Cl2 (160 °C)
3 AuCl → AuCl3 + 2 Au (>210 °C)
Як наслідок диспропорціонування AuCl вище 210 °C, більша частина золота перебуває у формі атомарного золота:
Хлорид золота(III) виявляє найбільшу стабільність в атмосфері хлору. Сполука також має можливість сублімуватися за температурі близько 200 °C. В цій же атмосфері, AuCl3 розкладається за температури 254 °C, утворюючи AuCl, який в свою чергу також розкладається при 282 °C до атомарного золота. Процес Міллера використовує неможливість існування хлоридів золота при +400 °C у своєму механізмі.

### Інші реакції
AuCl3 є кислотою Льюїса, яка активно формує велику кількість комплексів. До прикладу, сполука реагує з хлоридною кислотою з утворенням хлороауринової кислоти (H[AuCl4]):
 HCl + AuCl3 → H+ + [AuCl4]−
Хлорауринова кислота є також продуктом, що утворюється при розчиненні золота в царській воді.
При контакті з водою, AuCl3  утворює кислотні гідрати та спряжену основу [AuCl3(OH)]−. Іони Fe2+ відновлюють цю основу, що призводить до осадження елементарного золота з розчину [AuCl3(OH)]−.
Хлориди (KCl та інші) перетворюють AuCl3 у  [AuCl4]−. Водні розчини AuCl3 мають властивість до реакцій з водними основами (гідроксид натрію) з утворенням розчинного в надлишку NaOH осаду, який розчиняється з утворенням ауратного натрію (NaAuO2). Якщо злегка нагріти Au(OH)3, молекула розкладеться на оксид золота(III) (Au2O3), але реакція на цьому не зупиниться і декомпозиція(розклад) продовжиться з утворенням атомарного золота.
Хлорид золота(III) є початковою сполукою хімічного синтезу багатьох інших сполук золота. До прикладу, реакція з ціанідом калію утворює водорозчинний комплекс K[Au(CN)4]:
 AuCl3 + 4 KCN → K[Au(CN)4] + 3 KCl
Фторид золота(III) також можна отримати з хлориду золота(III) шляхом його реакції з трифторидом брому.
Хлорид золота(III) реагує з бензеном за помірних умов (час реакції: кілька хвилин за кімнатної температури) з утворенням димерного фенілзолота(III) дихлориду; низка інших аренів вступає в подібну реакцію:
 2 PhH + Au2Cl6 → [PhAuCl2]2 + 2 HCl
Хлорид золота(III) реагує з чадним газом різними способами. Наприклад, реакція безводного AuCl3 та монооксиду вуглецю в атмосфері SOCl2 призводить до утворення хлориду золота(I,III) з Au(CO)Cl як проміжного продукту:
2AuCl3 + 2CO → Au4Cl8 + 2COCl2
Якщо монооксид вуглецю присутній у надлишку, утворюється Au(CO)Cl.
Однак, під дією тетрахлоретилену та за температури 120 °C, хлорид золота(III) спочатку відновлюється до хлориду золота(I), який далі реагує з утворенням Au(CO)2Cl. Також відомо, що AuCl3 каталізує виробництво фосгену.

## Застосування
Хлорид золота(III) має багато застосувань у лабораторії та переважно успішно отримується в цьому середовищі.

### Органічний синтез
З 2003 року,  привернув увагу хіміків-органіків як м'який кислотний каталізатор для різних реакцій, хоча жоден синтез не був комерціалізований. Солі золота(III), особливо тетрахлораурат натрію є альтернативою солям ртуті (II) як каталізатори реакцій за участю алкінів. Показовою реакцією є гідратація термінальних алкінів з утворенням ацетильних сполук.
Золото каталізує алкілування певних ароматичних кілець та перетворення фуранів на феноли. Деякі алкіни піддаються амінуванню у присутності каталізаторів золота(III). Наприклад, суміш ацетонітрилу та хлориду золота(III) каталізує алкілування 2-метилфурану метилвінілкетоном у положенні 5:
Ефективність цієї реакції з органозолотом заслуговує на увагу, оскільки як фуран, так і кетон чутливі до побічних реакцій, таких як полімеризація в кислих умовах. У деяких випадках, коли присутні алкіни, іноді утворюються феноли (Ts — це скорочення від тозил):
Ця реакція включає перегрупування, яке утворює нове ароматичне кільце.
Іншим прикладом реакції, каталізованого AuCl3, є гідроарилювання, яке по суті є реакцією Фріделя-Крафтса з використанням метал-алкінових комплексів. Приклад, реакція мезитилену з фенілацетиленом :
Хлорид золота(III) можна використовувати для прямого окислення первинних амінів у кетони, наприклад, окислення циклогексиламіну до циклогексанону.
Ця реакція чутлива до pH, для її протікання потрібен слабокислий pH, проте вона не потребує жодних додаткових кроків!
У виробництві золотоорганічних(III) сполук AuCl3 використовується як джерело золота. Основним прикладом цього є отримання моноарилзолотих(III) комплексів, які утворюються шляхом прямої електрофільної аурації аренів хлоридом золота(III).

### Наночастинки золота
Хлорид золота(III) використовується в синтезі наночастинок золота, які широко вивчаються завдяки своїм унікальним властивостям, що залежать від розміру, та застосуванню в таких галузях, як електроніка, оптика та біомедицина. Наночастинки золота можна отримати шляхом відновлення хлориду золота(III) відновником, таким як тетрафторборат натрію, з подальшою стабілізацією за допомогою кепіруючого агента.

### Фотографія
Хлорид золота(III) протягом історії використовувався у фотоіндустрії як сенсибілізатор у виробництві фотоплівок та паперу. Однак, з появою цифрової фотографії, її використання в цій галузі зменшилося.

## Виникнення у природі
Ця сполука не зустрічається в природі, хоча існує подібна сполука з формулою AuO(OH,Cl)· nH2O яка є природним продуктом окислення золота.